# ألان هنت (سياسي)
ألان هنت (بالإنجليزية: Alan Hunt)‏ هو سياسي أسترالي، ولد في 9 أكتوبر 1927 في أستراليا، وتوفي في 19 يوليو 2013 في نفس البلد. حزبياً، نشط في الحزب الليبرالي الأسترالي. وقد انتخب عضو المجلس التشريعي الفيكتوري.